# New Adventures of Get Rich Quick Wallingford
New Adventures of Get Rich Quick Wallingford is een Amerikaanse filmkomedie uit 1931 onder regie van Sam Wood. Destijds werd de film in Nederland uitgebracht onder de titel Jongens van de vlakte.

## Verhaal
De kwartjesvinder Wallingford gaat voortdurend om met de foute vrienden. Hij heeft zich alweer ingelaten met louche zaakjes. Hij is verliefd op Dorothy en zij overtuigt hem ervan om voortaan op het rechte pad te blijven.

## Rolverdeling
| Acteur          | Personage       |
| --------------- | --------------- |
| William Haines  | Wallingford     |
| Jimmy Durante   | Schnozzle       |
| Ernest Torrence | Blackie Daw     |
| Leila Hyams     | Dorothy         |
| Guy Kibbee      | McGonigal       |
| Hale Hamilton   | Charles Harper  |
| Robert McWade   | Mijnheer Tuttle |
| Clara Blandick  | Mevrouw Layton  |
| Walter Walker   | Mijnheer Layton |